# 桜屋敷知直
桜屋敷 知直（さくらやしき ともなお、1986年11月6日 - ）は、日本の映画監督、映像ディレクター。埼玉県白岡市出身。
2024年に映画「雨とひかり」で商業映画の監督としてデビューした。

## 来歴
1986年11月6日に埼玉県南埼玉郡（現在の白岡市）に生まれる。
父親が転勤族だった為、神奈川県、北海道、東京、埼玉と転校を繰り返す。
高校生の時に、木曜の深夜2時放送の「シネ・ラ・バンバ」で、行定勲監督の「贅沢な骨」、塩田明彦監督の「月光の囁き」、テレビドラマ「青と白で水色」などに感銘を受ける。
埼玉県立白岡高等学校を卒業した後に大学に進学するが、1年で中退。
以降、焼肉店の店長を2年半ほど勤めた後に、証券会社の営業職へ就職。
営業中サボってみた映画「百万円と苦虫女」に影響されて、主人公と同じようにリゾートバイトを行う。
そこで人生ではじめて小説や映画にのめりこみ、重松清著作「きみの友だち」を読み号泣。物語の世界に入り込み、映画に興味を持つようになる。この時に、最も記憶に残っている映画は黒沢清監督「トウキョウソナタ」。
リゾートバイトが終わり東京に戻るも、フリーター生活が続き、スクールフォトグラファー、ハウススタジオの清掃スタッフなどを経験。
2017年1月に27歳のとき、映像・写真を独自でやりはじめたことをきっかけに、株式会社bird and insectの代表の細川俊太郎から誘いを受け、2017年1月にbird and insect所属。
写真のアシスタントから映像のアシスタントもこなす総合アシスタントを経験し、同社の映像ディレクターとなり、現在では企業のブランディング映像、プロモーション映像などを手掛ける。
2024年10月19日に初めて監督した劇場映画「雨とひかり」が公開される。

## 作品歴
- LINEVISION 縦型ドラマ「終わらせる者」(2022年) - 脚本
- 映画「暗いところで」 (2023年) - 監督・脚本・編集
- 短編「風にふかれてかき消されてしまえばいいのに」(2024年) - 監督･脚本･編集
- 短編「本当に黙って」(2024年) - 監督･脚本･編集
- 短編「さようなら」(2024年) - 監督･脚本･編集
- 映画「雨とひかり」(2024年 / 完成は2021年) - 監督･脚本･編集

## 受賞
- 清水建設 海外施工管理 採用ムービー / 監督 - 第45回「日本BtoB広告賞」<映像部門 採用系映像の部> - 銀賞[5]